# Église Saint-Antoine de Lisbonne
L'église Saint-Antoine de Lisbonne (en portugais : Igreja de Santo António) est un édifice situé dans la freguesia de Santa Maria Maior à Lisbonne. Elle serait édifiée sur le site de la maison natale de saint Antoine, à côté de l'ancienne Porta do Mar, qui existait dans le mur d'accès à l'intérieur de la Lisbonne médiévale et qui est supposée être son sanctuaire. À côté se trouve un petit musée qui lui est consacré.
La tradition veut que les jeunes qui ont l'intention de se marier, visitent l'église, prient et déposent des fleurs pour saint Antoine, qui est l'intercesseur des vieux 
mariés. En descendant vers la crypte, un panneau d'azulejos modernes célèbre la visite du pape Jean-Paul II en 1982.

## Architecture
À l'intérieur, la crypte avec entrée par la sacristie est tout ce qui reste de l'église d'origine, détruite par le tremblement de terre de 1755. La nouvelle église, un édifice baroque tardif et pombalin aux lignes sinueuses marquées dans la conception du fronton et de l'escalier, a été commencée en 1767, sous la direction de Mateus Vicente de Oliveira, architecte de la basilique d'Estrela, également à Lisbonne.
En 1995, l'église est rénovée pour le huitième centenaire du saint. Le musée, dans un bâtiment annexe créé en 1962, érigé à l'endroit traditionnellement considéré comme le lieu de sa naissance, est le résultat d'une rénovation réalisée entre 2010 et 2012 par Ana Cristina Leite, Pedro Teotónio Pereira et Rita Fragoso de Almeida.

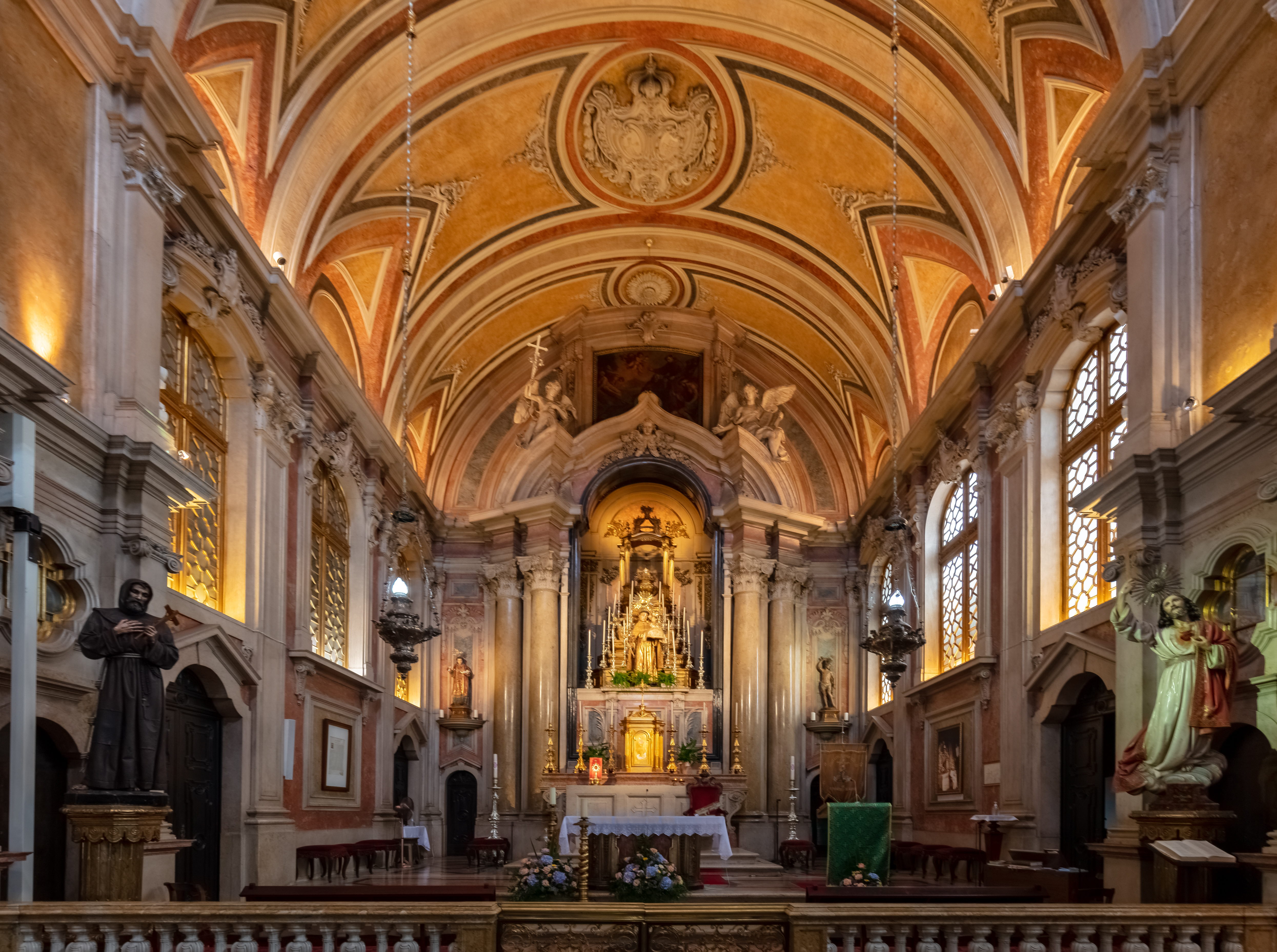
L'autel du chœur.
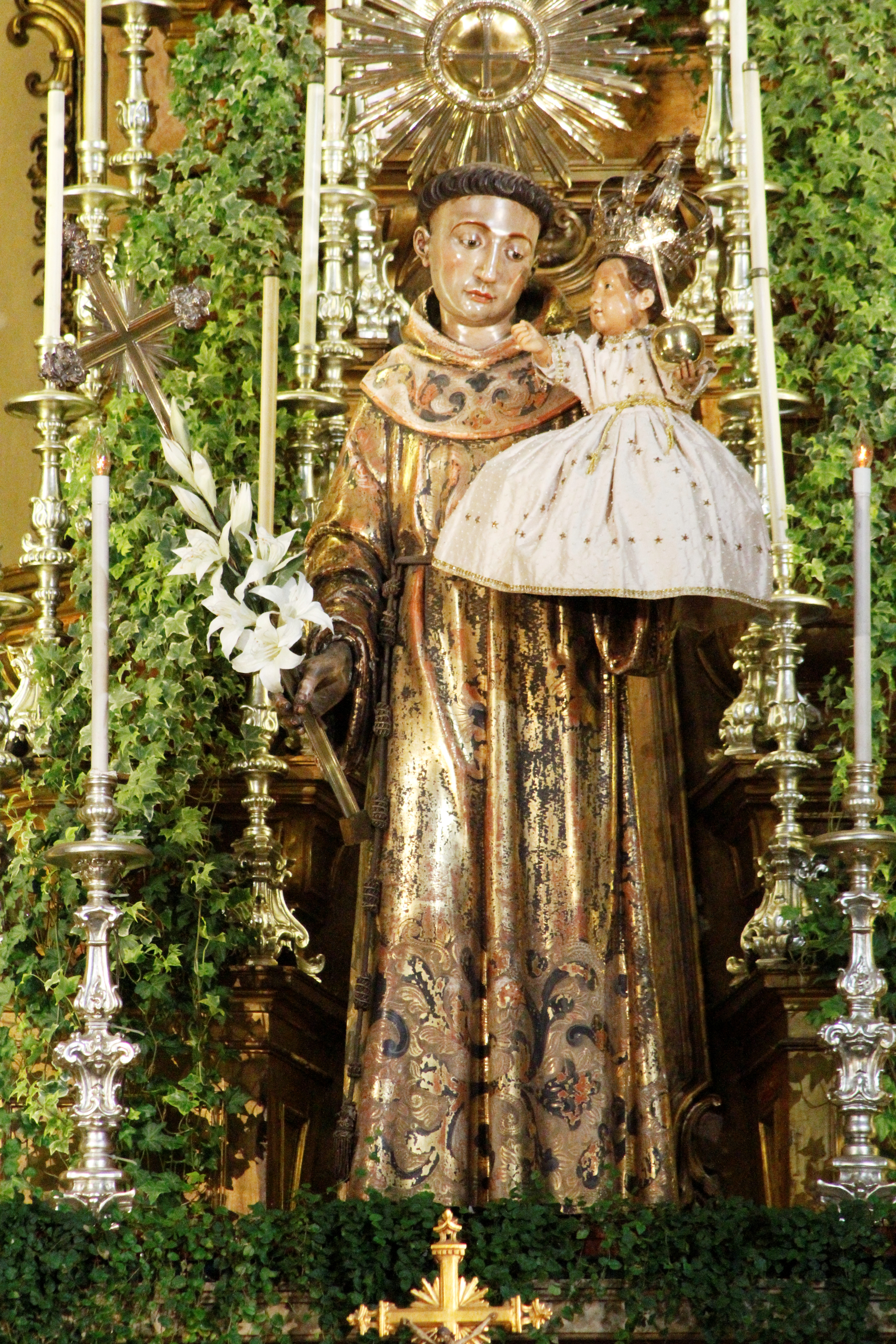
Statue de saint Antoine de Padoue sur l'autel principal de l'église qui lui est dédiée.

## Source
- (pt) Cet article est partiellement ou en totalité issu de l’article de Wikipédia en portugais intitulé « Igreja de Santo António de Lisboa » (voir la liste des auteurs).

### Articles liés
- Saint Antoine de Padoue
- Basilique Saint-Antoine de Padoue